# Misie sui iuris Kajmanské ostrovy
Misie sui iuris Kajmanské ostrovy je katolickou misií a její ritus je latinský.

## Území
Misie zahrnuje celé území Kajmanských ostrovů.
Sídlem misie je město George Town.
Misie má jen jednu farnost. K roku 2017 měla 7 000 věřících, 2 řeholní kněze, 2 řeholníky a 1 řeholnici.

## Historie
Misie byla zřízena 14. července 2000, a to z území arcidiecéze Kingston na Jamajce.
Misie spadá pod správu arcidiecéze Detroit.

## Seznam superiorů
- Adam Joseph Maida (2000-2009)
- Allen Henry Vigneron (od 2009)